# North Prescott Street megállóhely
North Prescott Street megállóhely a Metropolitan Area Express sárga vonalának megállója az Oregon állambeli Portlandben.
Az Interstate Avenue és az északi Going utca kereszteződésében elterülő megálló középperonos kialakítású. Az állomás műtárgyai a szomszédos Hattyú-szigeten működő szállítmányozási ipart és a sziget látképét elevenítik fel.
| Előző állomás                      |  | Metropolitan Area Express |  | Következő állomás                         |
| ---------------------------------- |  | ------------------------- |  | ----------------------------------------- |
| Overlook Parktovább PSU South felé |  | Sárga vonal               |  | N Killingsworth Sttovább Expo Center felé |

## Fordítás
- Ez a szócikk részben vagy egészben  a   North Prescott Street MAX Station című angol Wikipédia-szócikk ezen változatának fordításán alapul.  Az eredeti cikk szerkesztőit annak laptörténete sorolja fel. Ez a jelzés csupán a megfogalmazás eredetét és a szerzői jogokat jelzi, nem szolgál a cikkben szereplő információk forrásmegjelöléseként.